# Jordan Battle
Jordan Battle (geboren am 14. Dezember 2000 in Fort Lauderdale, Florida) ist ein US-amerikanischer American-Football-Spieler auf der Position des Safeties. Er spielte College Football für die Alabama Crimson Tide und gewann mit Alabama in der Saison 2020 das College Football Playoff National Championship Game. Im NFL Draft 2023 wurde Battle in der dritten Runde von den Cincinnati Bengals ausgewählt.

## Frühe Jahre und College
Battle besuchte die St. Thomas Aquinas High School in seiner Heimatstadt Fort Lauderdale, Florida, und spielte dort Basketball und Football. Er erhielt Stipendienangebote von zahlreichen renommierten College-Football-Programmen und entschied sich, College Football für die Alabama Crimson Tide der University of Alabama zu spielen.
Bereits als Freshman kam Battle in der Saison 2019 in allen 13 Partien zum Einsatz, davon viermal als Starter. Er verzeichnete 30 Tackles, davon zwei für Raumverlust, einen Sack, eine Interception, einen eroberten Fumble und konnte einen Pass verhindern. Ab seiner zweiten College-Saison war Battle Stammspieler, nachdem Xavier McKinney in die NFL gewechselt war. Mit Alabama gewann er in der Saison 2020 das College Football Playoff National Championship Game gegen die Ohio State Buckeyes, dabei musste er das Feld nach einem unerlaubten Hit im zweiten Viertel vorzeitig verlassen. Insgesamt verzeichnete er in seinem zweiten Jahr in Tuscaloosa 66 Tackles, vier verhinderte Pässe und einen Interception-Return-Touchdown über 45 Yards. In der Saison 2021 wurde Battle in das All-Star-Team der Southeastern Conference (SEC) gewählt, ebenso in der Saison 2022.

## NFL
Im NFL Draft 2023 wurde Battle in der dritten Runde an 95. Stelle von den Cincinnati Bengals ausgewählt. Battle ging als Reservist in seine erste NFL-Saison. Ab dem fünften Spieltag teilte er sich Spielzeit auf der Position des Strong Safeties mit Nick Scott, nachdem dieser inkonsistente Leistungen gezeigt hatte. Da Battle mit deutlich besseren Leistungen als Tackler überzeugen konnte, erhielt er nach zehn Spielen den Vorzug vor Scott und wurde zum neuen Starter ernannt. Er verzeichnete 71 Tackles, zwei Sacks, eine Interception und fünf verhinderte Pässe.

## NFL-Statistiken
| Saison                             | Saison | Spiele | Spiele      | Tackles | Tackles | Tackles | Tackles | Interceptions | Interceptions | Interceptions | Interceptions | Interceptions | Fumbles | Fumbles | Fumbles |
| Jahr                               | Team   | Spiele | als Starter | Gesamt  | Solo    | Ast     | Sacks   | PD            | INT           | Yds           | Lng           | TD            | FF      | FR      | TD      |
| ---------------------------------- | ------ | ------ | ----------- | ------- | ------- | ------- | ------- | ------------- | ------------- | ------------- | ------------- | ------------- | ------- | ------- | ------- |
| 2023                               | CIN    | 17     | 7           | 71      | 43      | 28      | 2,0     | 5             | 1             | 0             | 0             | 0             | 0       | 0       | 0       |
| 2024                               | CIN    | 17     | 6           | 58      | 35      | 23      | 0,0     | 3             | 1             | 0             | 0             | 0             | 0       | 1       | 0       |
| Gesamt                             | Gesamt | 3413   | 7           | 129     | 78      | 51      | 2,0     | 8             | 2             | 0             | 0             | 0             | 0       | 0       | 0       |
| Quelle: pro-football-reference.com |        |        |             |         |         |         |         |               |               |               |               |               |         |         |         |

## Trivia
Battle ist nach dem Basketballspieler Michael Jordan benannt. Battles Vater war international als Basketballer aktiv.